# Випадок в квадраті 36-80
«Випадок в квадраті 36-80» (рос. «Случай в квадрате 36-80») — радянський гостросюжетний військовий бойовик 1982 року. Друга режисерська робота Михайла Туманішвілі.

## Сюжет
1980-ті роки. Військово-морський флот СРСР проводить бойові навчання в Атлантичному океані. У тому ж районі проходять навчання флоту США. Головний елемент американських навчань — навчальна атака на радянську ескадру з багатоцільового атомного підводного човна. Спеціальний комп'ютер фірми «Х'юз» здатний дати старт ракет по заздалегідь введеним в боєголовки цілям без участі людини. Комп'ютер забезпечує повну автоматизацію стрільби крилатими ракетами. Однак для запуску необхідно зняти блокування з панелі управління в каюті командира човна Тернера.
Екіпаж повітряного танкера під командуванням майора Геннадія Вовка виконує звичайну задачу з дозаправлення літаків-розвідників в районі навчань. У вильоті літака Вовка на виконання завдання бере участь командир з'єднання авіації Північного флоту генерал-майор Павлов, який має намір відібрати найбільш здібних льотчиків для перенавчання на нові машини. Зацікавившись Вовком, він змінює другого пілота перед вильотом. З невідомої причини Вовк проте відмовляється від перенавчання та подальшого просування, намагаючись просунути вперед штурмана свого екіпажу Сергія Скибу.
Ту-16 виконує дозаправку розвідників і в цей час зустрічається з американським протичовневим літаком Р-3 «Оріон», який прикриває човен Тернера. Виявляється, що його командир майор Армстронг і Вовк — «старі знайомі». Льотчики спілкуються в ефірі.
Тим часом на човні трапляється надзвичайна ситуація — фахівець по реактору Алан виявляє витік в контурі охолодження реактора. Тернер має намір не спливати в надводне положення і наказує Алану усунути поломку. Однак проблему не вдається виправити, і човен вимушений спливти. Його виявляють радянські сили, проте американці запевняють, що все в порядку.
Алан, який отримав сильну дозу опромінення, розуміє, що допомогу можна отримати тільки від радянських військових. Тому він пробирається в каюту капітана і знімає блокування з системи управління вогнем. Потім він вривається до радіорубки і, виштовхнувши звідти зв'язківця, подає сигнал SOS. При спробі Алана втекти з човна на плоту Тернер вбиває Алана.
Радянські літаки-розвідники пеленгують SOS з човна і фіксують підвищений рівень радіації. Після наради командувач Північним флотом адмірал Спірін приймає рішення відправити до човна літак Ту-16 з катером «Фрегат» і групою ремонтників. Їх повинен доставити до цілі літак капітана Гремячкіна — другого пілота Вовка. Однак на півдорозі до цілі літак Гремячкіна потрапляє в сильний зустрічний повітряний потік. Йому не вистачить палива, щоб виконати завдання. Дозаправити його може тільки літак Вовка, але тоді у нього самого майже не залишиться палива. Зрештою Спірін наказує Вовкові «встати в коло» і чекати літак Гремячкіна.
Тим часом командувач американської ескадрою адмірал Рінк отримує відомості, що радянські сили відправили до човна Тернера рятувальник. Американці не можуть допустити, щоб радянські військові потрапили на човен, але у них немає законних підстав перешкодити цьому. Літак з США не може вилетіти через негоду, а з Гренландії до Тернера 8 годин польоту. Тому Рінк приймає рішення — зірвати дозаправку рятувальника.
Коли Вовк і Гремячкін приступають до стикування, поруч з'являється літак Армстронга. «Оріон» займає положення перед радянськими літаками і намагається перешкоджати їх стикування, направляючи на них турбулентні потоки від двигунів. Армстронг впевнений у безкарності — в нейтральному повітряному просторі радянські літаки не відкриють по ньому вогонь. Однак Вовк віддає наказ приготуватися до попереджувальної стрільби, а екіпажам вдається здійснити стиковку і провести перекачування палива. Літак Гремячкіна благополучно відлітає. Вовк дає прискорення і ледь не звалює в штопор самого Армстронга.
Літак Гремячкіна досягає мети і скидає катер з ремонтниками. Однак Тернер відмовляється пускати їх на човен і наказує матросу дати попереджувальний чергу.
Тим часом американські моряки намагаються усунути несправність, але в реакторному відсіку починається пожежа. Падає напруга в мережі комп'ютера, і офіцер по озброєнню наказує вимкнути його. Це призводить до замикання, і комп'ютер видає системі озброєння команду на ракетний залп по радянським кораблям. Цілевказівку на них було введено в ході навчань. Команда заборони пуску не проходить, тому що Алан ввів дозвіл на пуск з капітанською панелі. Тернер не встигає заблокувати заново і човен випускає дві ракети по радянській ескадрі. Починається автоматична перезарядка апаратів для повторного залпу…
Радянські кораблі виявляють ракети. Діями ЗРК флагманського авіаносного крейсера «Київ» ракети вдається знищити. З борту «Києва» піднімають літаки Як-38 з метою потопити американський атомний підводний човен, що випустив ракети. Але зі Спіріним зв'язується адмірал Рінк і переконує його відкласти атаку на 10 хвилин пояснюючи, що пуск ракет — наслідок несправності, американці самі затоплять човен після того, як його покине екіпаж. Спірін погоджується зі словами: «Якщо через 10 хвилин човен не потоне вони — його потопимо ми».
Команда евакуюється з човна, який йде на дно. Ракетному крейсеру «Кіров» (065-й) наказано взяти на борт радянських фахівців.
Тим часом у літака майора Вовка закінчується пальне, в режимі планування він наближається до берега. Скиба знаходить рішення — сісти на старий німецький аеродром підскоку часів Другої світової війни. Екіпажу вдається це зробити. Літак отримує невеликі пошкодження, екіпаж відбувається легкими травмами.
Через деякий час весь екіпаж збирається в квартирі генерала Павлова. В ході вечора дружина Павлова розповідає дружині Вовка, чому той відмовляється переучуватися на нову техніку: 8 років тому ракетоносець Вовка впав на зльоті і загорівся. Скиба витягнув Вовка з палаючого літака, але отримав сильні травми, ледь не залишившись без ноги. Після тривалого лікування і старань з боку Вовка, Скибі дозволили літати, але тільки на літаках допоміжного крила. Однак Скиба сам в цей вечір подає генералу Павлову рапорт про вихід в запас, звільняючи Вовка від «зобов'язань». В епілозі Вовк робить зліт як командир нового протичовнового літака Ту-142.

## У ролях
- Борис Щербаков — майор Геннадий Вовк
- Міхай Волонтір — капитан Сергій Миколайович Скиба
- Анатолій Кузнецов —  генерал-майор авіації Георгій Васильович Павлов
- Володимир Сєдов —  адмірал Спірін
- Омар Волмер —  адмірал Рінк
- Паул Буткевич —  Тернер
- Вітаутас Томкус —  майор Армстронг
- Івар Калниньш —  Алан
- Ромуалдс Анцанс —  Сафорд
- Сергій Балабанов —  сержант Клюєв
- Гунарс Далманіс —  лейтенант, американський льотчик
- Валерій Малишев —  прапорщик Леонід Гудков
- Євгенія Уралова —  Надія Павлова
- Олександр Пашутін —  капітан Леонід Гремячкін
- Боб Цимба —  штурман екіпажу Армстронга
- Борис Токарев —  другий штурман лейтенант Володимир Павлов
- Ігор Комаров —  генерал-лейтенант авіації
- Михайло Чигарьов —  офіцер штабу

## Знімальна група
- Автор сценарію:  Євген Мєсяцев
- Режисер-постановник:  Михайло Туманішвілі
- Оператор-постановник:  Борис Бондаренко
- Художники-постановники: Геннадій Новожилов і Георгій Кошелєв
- Композитор:  Віктор Бабушкін
- Звукооператори: Віталій Шмелькин, Олександр Хасін
- Державний симфонічний оркестр кінематографії
- Диригент:  Костянтин Кримець
- Художники по костюмах:  Павло Ліпатов
- Монтажер:  Світлана Метелиця
- Комбіновані зйомки:
  - Оператор  Володимир Васильєв
  - Художник Борис Вольський
- Головні військові консультанти: адмірал  Григорій Бондаренко, генерал-полковник авіації  Олександр Мироненко
- Редактор: Людмила Шмуглякова
- Директор: Дмитро Зайцев